# زخم کاری
زخم کاری یک مجموعهٔ نمایش خانگی ایرانی در ژانر درام جنایی به نویسندگی و کارگردانی محمدحسین مهدویان است که فصل اول آن بر پایهٔ رمان بیست زخم کاری نوشتهٔ محمود حسینی‌زاد و نمایشنامهٔ مکبث نوشتهٔ ویلیام شکسپیر برای سرویس پخش فیلیمو ساخته شده است. فصل دوم این سریال با نگاهی به نمایشنامهٔ هملت نوشتهٔ ویلیام شکسپیر و طراحی قصه مهدویان نوشته شده است. فیلم‌برداری فصل نخست از اسفند ۱۳۹۹ آغاز گردید و تا تیر ۱۴۰۰ به‌طول انجامید.
فصل نخست در ۱۴ خرداد ۱۴۰۰ به نمایش درآمد و در ۱۹ شهریور همان سال با ۱۵ قسمت به پایان رسید. فصل دوم با نام زخم کاری: بازگشت در ۱۷ شهریور ۱۴۰۲ آغاز به پخش کرد. پخش فصل سوم و سپس چهارم به ترتیب با نام‌های انتقام و مجازات در سال ۱۴۰۳ آغاز شد. فصل نخست زخم کاری نظرات اکثراً مثبتی از منتقدان دریافت کرد. این مجموعه با میانگین ۲۰ میلیون دقیقه تماشا، پربیننده‌ترین مجموعه شبکه نمایش خانگی است و در بیست و یکمین دوره جشن حافظ نامزد هفت و برنده چهار جایزه از جمله جایزه بهترین مجموعه تلویزیونی و جایزه بهترین بازیگر زن درام برای آزادی‌ور شد. فصل‌های دوم و سوم این سریال با واکنش‌های ضد و نقیضی همراه شد.

## داستان

#### فصل اول (۱۵ قسمت)
مالک مرد جوانی از طبقه پایین است که به‌واسطه همکاری با حاج عمو، رشد کرده و ثروتی بهم زده؛ اما آنچه پدرش در گذشته بوده، همچنین دوران بی‌نصیب بودنش از ثروت، مانند آینه عبرت مدام پیش چشمش کشیده می‌شود. تمام این وقایع، به علاوه تحریک‌های همسرش سمیرا، دست به دست هم می‌دهند تا مالک برای رسیدن به خواسته‌هایش، دست به طغیان بزند.
در شبی که حاج عمو پس از قرارداد موفق مالک با نروژی‌ها، ضیافتی به پا کرده است، مالک و سمیرا وی را در وان حمام اتاقش خفه می‌کنند. مخفی بودن وصیت‌نامه حاج عمو فرصتی به مالک و سمیرا می‌دهد تا با طرح این موضوع، هلدینگ حاج عمو را تصاحب کنند. در ادامه هم مالک با از راه به‌در کردن ناصر و منصوره، فرزندان حاج عمو، جای خود را در هلدینگ محکم می‌کند. اما پس از این اتفاق، اوضاع بر وفق مراد مالک پیش نمی‌رود.
سمیرا همسر مالک که همراه وی در اجرای نقشه‌هایش بوده، با سوءاستفاده از رابطه مالک با دستیارش کیمیا، تلاش می‌کند اموال به‌دست آمده از حاج عمو را به‌نام پسرش میثم بزند تا از این طریق، بر اوضاع هلدینگ مسلط شود. اما زیاده‌خواهی‌های سمیرا باعث نابودی خانواده‌اش شده و علاوه بر این، رابطه پسر مالک و مائده، دختر ناصر را نیز تحت الشعاع خود قرار می‌دهد. دختر ناصر خودکشی می‌کند، فرزند دختریِ مالک و سمیرا در یک تصادف فوت می‌کند و سمیرا پس از این اتفاق، دچار جنون می‌شود. در پایان فصل اول، مالک که برای برگرداندن اموال تصاحب شده حاج عمو به فرزندانش به عمارت آن‌ها رفته، به دست منصوره کشته می‌شود.

#### فصل دوم (۱۳ قسمت)
میثم پسر مالک که پس از مرگ پدرش به همراه مادرش سمیرا، اداره هلدینگ ریزآبادی‌ها را بر عهده گرفته، در پی انتقام از قاتل پدرش است. در این بین اوضاع نابسامان مالی هلدینگ، باعث ورود مسعود طلوعی، مرد پشت پرده و حامی قدرتمند هلدینگ به صحنه می‌شود. طلوعی که در ابتدا پیشنهاد همکاری در یک پروژه بزرگ را به میثم و سمیرا داده، در ادامه پا را فراتر گذاشته و از سمیرا درخواست ازدواج می‌کند.
میثم که از سویی پس از مرگ مائده دختر ناصر، با شیدا دختر شفاعت (دستیار طلوعی) وارد رابطه شده و از سوی دیگر حضور طلوعی در هلدینگ و ازدواج احتمالی وی با مادرش را خوش ندارد، طی اتفاقاتی پی به دست داشتن طلوعی در قتل پدرش برده و با همکاری کیمیا (دستیار مالک)، سیما (همسر شفاعت) و دستمالچی (وکیل مالک) تلاش می‌کند تا با پرده برداشتن از راز فعالیت‌های اقتصادی مخفیانه طلوعی، انتقام خود را عملی کند؛ اما هر بار با در بسته روبرو می‌شود. در این میان، تصادف و سپس کشته شدن شفاعت در یک تعقیب و گریز میان وی و میثم، فرصت خوبی به طلوعی می‌دهد تا رقیبش را از صحنه حذف کند. پس از اینکه شیدا در اثر بار روانی ناشی از مرگ پدرش دست به خودکشی می‌زند؛ با تحریک طلوعی، میثم و شهریار (پسر شفاعت) در یک درگیری خونین، به‌دست یکدیگر کشته می‌شوند. در سکانس پایانی این فصل، در حالی که همه درگیر مراسم خاکسپاری میثم هستند، مالک که از سوءقصد منصوره جان به در برده و تمام این مدت در خانه وکیلش مخفی شده بود، در میان شوک همگان وارد مراسم می‌شود.

#### فصل سوم (۱۴ قسمت)
مالک چند ماه بعد از کشته شدن میثم پسرش، در حالی که به‌ظاهر از هلدینگ کنار کشیده و به مسافرکشی مشغول است، تلاش می‌کند با استفاده از مشکلات هلدینگ به طلوعی نزدیک شده و از او انتقام بگیرد. او با همکاری سماوات (دوستش)، سیما (همسر شفاعت)، اسپاد (برادرزاده شفاعت) و حمید فرنهادزاده (پسر رقیب طلوعی) تلاش می‌کند تا انتقامش از طلوعی را عملی کند. طلوعی نیز که با وضعیت پیچیده‌ای روبروست، مدیریت هلدینگ را به پانته‌آ، تنها بازمانده و خواهرزاده حاج عمو قرار می‌سپارد. در این میان یکی از دوستان حاج عمو، وصیت‌نامه حاج عمو را در اختیار پانته‌آ، خواهرزاده و تنها بازمانده حاج عمو قرار می‌دهد. محتوای وصیت‌نامه که شامل بخشیدن تمام سهم حاج عمو و ریاست هیئت مدیره هلدینگ به سمیرا است، پانته‌آ را عصبی می‌کند.
با تلاش‌های مالک و همراهانش، اسناد و مدارک فسادهای اقتصادی طلوعی در یکی از کارگاه‌های مؤسسه خیریه تحت مدیریت طلوعی پیدا می‌شود. طلوعی که اوضاع را بغرنج می‌بیند، از ایران فرار کرده و به ترکیه می‌رود. در ادامه با از راه به‌در شدن پانته‌آ و دختران طلوعی توسط همراهان مالک، زمان انتقام مالک از طلوعی فرامی‌رسد. طلوعی در ویلایش در ترکیه، در حالی که همزمان سیما و سمیرا نیز در محل حضور دارند، با چند ضربه گلوله به‌دست مالک کشته می‌شود. مالک که حالا خود را سوار بر تخت قدرت می‌بیند، با همکاری سیما، حمید و دیگر اعضای هیئت مدیره هلدینگ، ریاست هیئت مدیره هلدینگ ریزآبادی را به نام خود می‌زند و در سکانس آخر، سمیرا که تحمل ریاست مالک و نادیده گرفتن حق خود را ندارد، کتک سنگین و خونینی از دست مالک می‌خورد.

#### فصل چهارم (۹ قسمت)
مالک بعد از به دست گرفتن ریاست هلدینگ با سیما وارد رابطه شده و قصد ازدواج با او را دارد. در این حین سمیرا در حال نقشه کشیدن برای به هم ریختن مراسم عروسی مالک و سیما و انتقام گرفتن از آن‌هاست…

## بازیگران فصل اول
| نام             | نقش                     | توضیحات                                                                     |
| --------------- | ----------------------- | --------------------------------------------------------------------------- |
| جواد عزتی       | مالک مالکی              | نقش اصلی و شوهر سمیرا بخشی و پدر میثم مالکی و هانیه مالکی                   |
| رعنا آزادی‌ور    | سمیرا بخشی              | همسر مالک مالکی و مادر میثم مالکی و هانیه مالکی                             |
| سیاوش طهمورث    | حاج عمو (نعمت ریزآبادی) | مالک و مدیرعامل هلدینگ ریزآبادی                                             |
| سعید چنگیزیان   | ناصر ریزآبادی           | پسر حاج عمو (نعمت ریزآبادی) و پدر مائده ریزآبادی و برادر منصوره ریزآبادی    |
| هانیه توسلی     | منصوره ریزآبادی         | دختر حاج عمو (نعمت ریزآبادی) و خواهر ناصر ریزآبادی و معشوقه سابق مالک مالکی |
| کاظم هژیرآزاد   | احمد مظفری              | از سهامداران هلدینگ ریزآبادی و دوست حاج عمو                                 |
| الهه حصاری      | کیمیا                   |                                                                             |
| عباس جمشیدی‌فر   | اخوان                   | وکیل هلدینگ ریزآبادی                                                        |
| مرتضی امینی‌تبار | میثم مالکی              | پسر مالک مالکی و سمیرا بخشی و برادر هانیه مالکی                             |
| سارا حاتمی      | مائده ریزآبادی          | دختر ناصر ریزآبادی و مهناز و معشوقه میثم مالکی                              |
| مهدی زمین‌پرداز  | نجفی                    |                                                                             |
| امیرحسین هاشمی  | کریم                    |                                                                             |
| سید جواد هاشمی  | دستمالچی                | مأمور وزارت اطلاعات و دوست مالک مالکی                                       |
| منوچهر علیپور   | مظفر میرلوحی            | دایی ناصر ریزآبادی و منصوره ریزآبادی                                        |
| مائده طهماسبی   | سودابه                  | خدمتکار خانه حاج عمو                                                        |
| مه‌لقا باقری     | مهناز                   | همسر ناصر ریزآبادی و مادر مائده ریزآبادی                                    |
| محمدهادی قمیشی  | املشی                   |                                                                             |
| کیومرث مرادی    | سماوات                  | دوست مالک مالکی                                                             |

## بازیگران فصل دوم
| نام             | نقش             | توضیحات |
| --------------- | --------------- | --- |
| مرتضی امینی‌تبار | میثم مالکی      | نقش اصلی فصل دوم و پسر مالک مالکی و سمیرا بخشی                                                               |
| رعنا آزادی‌ور    | سمیرا بخشی      | همسر مالک مالکی و مادر میثم مالکی و هانیه مالکی (کشته شده در فصل اول)                                        |
| جواد عزتی       | مالک مالکی      | نقش اصلی کلی سریال به جز فصل دوم که حضور کمی داشت.                                                           |
| کامبیز دیرباز   | مسعود طلوعی     | شریک حاج عمو (کشته شده در قسمت دوم فصل اول) و سهامدار مهم و صاحب نفوذ هلدینگ ریزآبادی                        |
| مهران غفوریان   | رضا شفاعت       | دستیار و مشاور و دوست معتمد مسعود طلوعی                                                                      |
| الناز ملک       | سیما            | همسر رضا شفاعت و نامادری شیدا شفاعت و شهریار شفاعت                                                           |
| نگار نیکدل      | شیدا شفاعت      | دختر رضا شفاعت و خواهر شهریار شفاعت و معشوقه میثم مالکی                                                      |
| سیدجواد هاشمی   | دستمالچی        | دوست مالک مالکی و مأمور وزارت اطلاعات                                                                        |
| الهه حصاری      | کیمیا           | |
| امیر دژاکام     | محسن فرنهادزاده | رقیب مسعود طلوعی                                                                                             |
| سعید چنگیزیان   | ناصر ریزآبادی   | پسر حاج عمو (کشته شده در قسمت دوم فصل اول) و پدر مائده ریزآبادی (درگذشته در فصل اول) و برادر منصوره ریزآبادی |
| سهند جاهدی      | شهریار شفاعت    | پسر رضا شفاعت و برادر شیدا شفاعت                                                                             |
| پانته‌آ قدیریان  | فرناز طلوعی     | دختر مسعود طلوعی و نامزد شهریار شفاعت                                                                        |
| کیومرث مرادی    | علیرضا سماوات   | دوست مالک مالکی                                                                                              |
| مه‌لقا باقری     | مهناز           | همسر ناصر ریزآبادی و مادر مائده ریزآبادی (درگذشته در فصل اول)                                                |
| محمدهادی قمیشی  | املشی           | |
| منوچهر علیپور   | مظفر میرلوحی    | دایی ناصر ریزآبادی و منصوره ریزآبادی                                                                         |
| سهیل قنادان     | حسام فرنهادزاده | پسر محسن فرنهادزاده                                                                                          |
| مهراوه شریفی‌نیا | پانته‌آ بایندُر   | خواهرزاده حاج عمو                                                                                            |

## تولید
کیومرث مرادی، مسئول انتخاب بازیگران گفته که پیش از انتخاب جواد عزتی برای نقش مالک، قرار بوده محسن تنابنده این نقش را بازی کند، اما به خاطر مشغولیت‌های زیاد و پروژه پایتخت ۶، مجبور به انصراف شده است.
در ۱۷ اسفند ۱۳۹۹ اعلام شد که فیلم‌برداری زخم کاری مدتی است که آغاز شده و برخی از بازیگران این مجموعه اعلام شدند.بازیگران این مجموعه در ۲۴ فروردین ۱۴۰۰ معرفی شدند. در ۱ اردیبهشت، از لوگوی این مجموعه رونمایی شد. در ۱۲ اردیبهشت اعلام شد که ۷۰ درصد فیلم‌برداری زخم کاری به پایان رسیده و مراحل پخش در حال انجام است. فیلم‌برداری این مجموعه در ۱۰ تیر در تهران به پایان رسید.
پس از پایان فصل نخست، گمانه‌زنی‌ها دربارهٔ ساخت فصل دوم مطرح شد. در خرداد ۱۴۰۲ اعلام شد که فیلم‌برداری فصل دوم، تحت عنوان فرعی بازگشت به کارگردانی مهدویان و تهیه‌کنندگی محمدرضا تخت‌کشیان آغاز شده است. علاوه بر عزتی، کامبیز دیرباز، مهران غفوریان و الناز ملک نیز به گروه بازیگران ملحق شدند. هانیه توسلی به‌دلیل وضعیت روحی نامناسب، نقش خود را در این فصل بازی نکرد. او پس از خیزش ۱۴۰۱ ایران ممنوع‌الکار شده‌بود.
پس از پخش فصل دوم مجموعه، کامبیز دیرباز طی مصاحبه‌ای از در دست توسعه بودن یک دنباله برای بازگشت پرده برداشت. در ۲۹ اسفند۱۴۰۲، محمدحسین مهدویان از پخش فصل سوم در میانه‌های بهار خبر داد. در اواخر فروردین، مشخص شد که زخم کاری: انتقام مجوزهای خود را برای پخش توسط سازمان تنظیم مقررات رسانه‌های صوت و تصویر فراگیر (ساترا) دریافت کرده است. در ۱۸ خرداد، فیلیمو از پخش اولین قسمت از فصل سوم با عنوان زخم کاری: انتقام در ۲۵ خرداد ۱۴۰۳ خبر داد.
آزادی‌ور در تیر ۱۴۰۳ از پایان تصویربرداری فصل چهارم در تهران خبر داد و اعلام کرد که بخش‌هایی از این پروژه قرار است «طی سفری» فیلم‌برداری شود. در ۲۳ مهر ۱۴۰۳ اعلام شد که سکانس‌های پایانی فصل چهارم در برلین، آلمان فیلم‌برداری شده است. الناز ملک در گفت‌وگو با ماهنامهٔ فیلم امروز اعلام کرد پایان‌بندی این فصل به گونه‌ای است که امکان ساخت فصل پنجم مهیاست اما روزنامهٔ سینما در گزارش خود تأکید کرد که فیلیمو به عنوان سرمایه‌گذار و مهدویان به عنوان کارگردان دیگر تمایلی به ساخت این سریال ندارند.

## پخش
پخش فصل نخست زخم کاری از ۱۴ خرداد ۱۴۰۰ شروع شد. داستان این فصل زخم کاری برگرفته از رمان بیست زخم کاری نوشتهٔ محمود حسینی‌زاد است. این رمان در سال ۱۳۸۵ نوشته شد و در سال ۱۳۹۵ به آن مجوز نشر داده شد، اما دقیقاً در زمان آغاز ساخت زخم کاری در آذر و دی ۱۳۹۹ مجوز نشر این کتاب باطل شد و فروش این کتاب ممنوع شد. به همین دلیل نام این کتاب از تیتراژ زخم کاری حذف گردید. قسمت ششم فصل نخست با سانسور شدیدی مواجه شد که اعتراض مهدویان، توسلی و مخاطبان را به‌دنبال داشت. به عقیدهٔ مهدویان، سانسور تأثیر مخربی بر داستان مجموعه و تضییع حقوق سازندگان داشته است. قسمت هفتم این مجموعه به دلیل عدم تفاهم عوامل تولید و تیم نظارت ساترا توقیف شد و سپس بعد از چهار روز قسمت هفتم در فیلیمو پخش شد. فصل نخست در ۱۹ شهریور به پایان رسید. در ۱۴ شهریور ۱۴۰۲، نسخهٔ سینمایی خلاصه‌شده از فصل نخست در فیلیمو عرضه شد.
فصل دوم با نام بازگشت در ۱۷ شهریور ۱۴۰۲ به‌وسیلهٔ فیلیمو پخش شد.
فصل سوم با نام انتقام در ۲۵ خرداد ۱۴۰۳ پخش شد.
فصل چهارم با نام مجازات  جمعه ۱۶ آذر ۱۴۰۳ پخش شد 

## بازخورد

### بررسی منتقدان
فصل نخست زخم کاری، با نظرات اکثراً مثبتی از منتقدان مواجه شد. علیرضا میرمصطفوی از وبسایت «سرگرمی»، این مجموعه را ستود و دربارهٔ آن گفت: «زخم کاری در انتها مخاطب را تنها نمی‌گذارد. او را با خود به دل قصه می‌برد، به آرمان‌های داستان‌نویسی پایبند می‌ماند و می‌تواند با خلق درام و لحظاتی مسخ‌کننده از راضی‌کننده‌ترین سریال‌های ایرانی تولید شده باشد.». میرمصطفوی، بازی جواد عزتی و رعنا آزادی‌ور، کارگردانی، تعداد زیاد لحظات به‌یادماندنی هر قسمت و پایان‌بندی را از نقاط قوت مجموعه دانست و قسمت آزمایشی و کشش برخی خرده پیرنگ‌ها را مورد انتقاد قرار داد. محمد مهدی نادی از وبسایت الف، قصه‌گویی، غافلگیری در پایان هر قسمت، شخصیت‌پردازی مالک، بازی عزتی و آزادی‌ور و دیگر شخصیت‌های مکمل را مورد تحسین قرار داد و کارگردانی برخی سکانس‌ها، لحن سریع قصه در قسمت‌های پایانی و نبود فلش‌بک برای شخصیت‌های مالک و سمیرا را مورد انتقاد قرار داد.
منتقدان فصل دوم زخم کاری را ضعیف‌تر از فصل نخست عنوان کردند و فیلم‌نامه را نپسندیدند. یکی از عمده‌ترین نقدهای مخاطبان، حضور کوتاه عزتی در نقش مالک بود.
زهره کهندل از قدس آنلاین در بررسی قسمت نخست فصل سوم، شاهد ضعف شخصیت‌پردازی و کارگردانی بود. به عقیدهٔ این نویسنده، شخصیت‌های فرعی در داستان باعث افت مجموعه شده است.

### میزان بیننده
زخم کاری آغاز به کار موفقی داشت. پخش قسمت نهم این مجموعه در ۸ مرداد توانست ۲۰ میلیون و ۴۲۰ هزار دقیقه تماشا در فیلیمو به ثبت برساند و رکورد پیشین برای هم‌گناه با ۲۰ میلیون و ۱۷۰ هزار دقیقه را بشکند. قسمت پایانی فصل دوم با ۶۵۲ هزار نمایش ثبت شده در روز نخست رکورد تماشای آخرین قسمت یک سریال در روز اول نمایش‌اش در فیلیمو را شکست. رکورد پیشین با ۵۸۳ هزار بار تماشا در روز نخست در اختیار سقوط بود.

### جوایز و نامزدی‌ها
| جشنواره                  | قسمت                              | نامزد            | نتیجه    |
| ------------------------ | --------------------------------- | ---------------- | -------- |
| بیست‌ویکمین دوره جشن حافظ | بهترین مجموعه تلویزیونی           | محمدرضا تخت‌کشیان | برنده    |
| بیست‌ویکمین دوره جشن حافظ | بهترین کارگردانی تلویزیونی        | محمدحسین مهدویان | نامزدشده |
| بیست‌ویکمین دوره جشن حافظ | بهترین فیلم‌نامه تلویزیونی         | محمدحسین مهدویان | برنده    |
| بیست‌ویکمین دوره جشن حافظ | بهترین بازیگر مرد درام تلویزیونی  | جواد عزتی        | نامزدشده |
| بیست‌ویکمین دوره جشن حافظ | بهترین بازیگر زن درام تلویزیونی   | رعنا آزادی‌ور     | برنده    |
| بیست‌ویکمین دوره جشن حافظ | بهترین ترانه تیتراژ فیلم یا سریال | بهنام بانی       | نامزدشده |
| بیست‌ویکمین دوره جشن حافظ | جایزه ویژه هیئت داوران            | جواد عزتی        | برنده    |

### شکایت از سریال
پس از انتشار قسمت‌های نخست زخم کاری واکنش‌های بسیاری در رسانه‌ها نسبت به محتوای این سریال منتشر شد و سازمان سینمایی (یکی از نهادهای زیر دست سازمان فرهنگ و ارشاد اسلامی) از سازمان تنظیم مقررات رسانه‌های صوت و تصویر فراگیر (ساترا) بابت محتوای زخم کاری شکایت کرد و خواستار توقف پخش این سریال شد؛ صحنه‌های مربوط به سیگار کشیدن مالک، نمایش استفاده از مواد مخدر و مشروبات الکلی در بخش‌هایی از سریال از جمله موارد اعتراضی سازمان سینمایی است. در ۲۹ ژوئن ۲۰۲۱ علی سعد مدیر عامل ساترا در صفحهٔ توئیتر خود از زخم کاری حمایت کرد. سازمان سینمایی چندی بعد در بیانیه‌ای اعلام کرد که: «وزارت فرهنگ و ارشاد اسلامی با توجه به انتشار و پخش آثار تصویری در حوزهٔ نمایش خانگی، ضمن دفاع از مجوزهای صادر شده، در خصوص محصولات فرهنگی فاقد مجوز، مطابق رویهٔ قانونی گزارشی به مراجع ذیربط ارسال می‌کند تا حقوق فعالانی که در چارچوب قانون عمل می‌کنند، پایمال نشود.» محمد جواد شکوری مدیر عامل فیلیمو از عدم حمایت وزارت فرهنگ و ارشاد از زخم کاری در صفحهٔ توئیتر خود گلایه کرد.
 شکایت برخی از دستگاه‌ها از ساترا بابت سریال خوش‌ساخت زخم کاری پسندیده نبود. مسایل مربوط به فرهنگ و هنر باید در میان خانوادهٔ خود آنان و دستگاه‌های ذی‌ربط‌شان حل و فصل شود. داغ و درفش و اقدام قضائی در این عرصه پذیرفتنی نیست— عزت‌الله ضرغامی، 